# Picture archiving and communication system

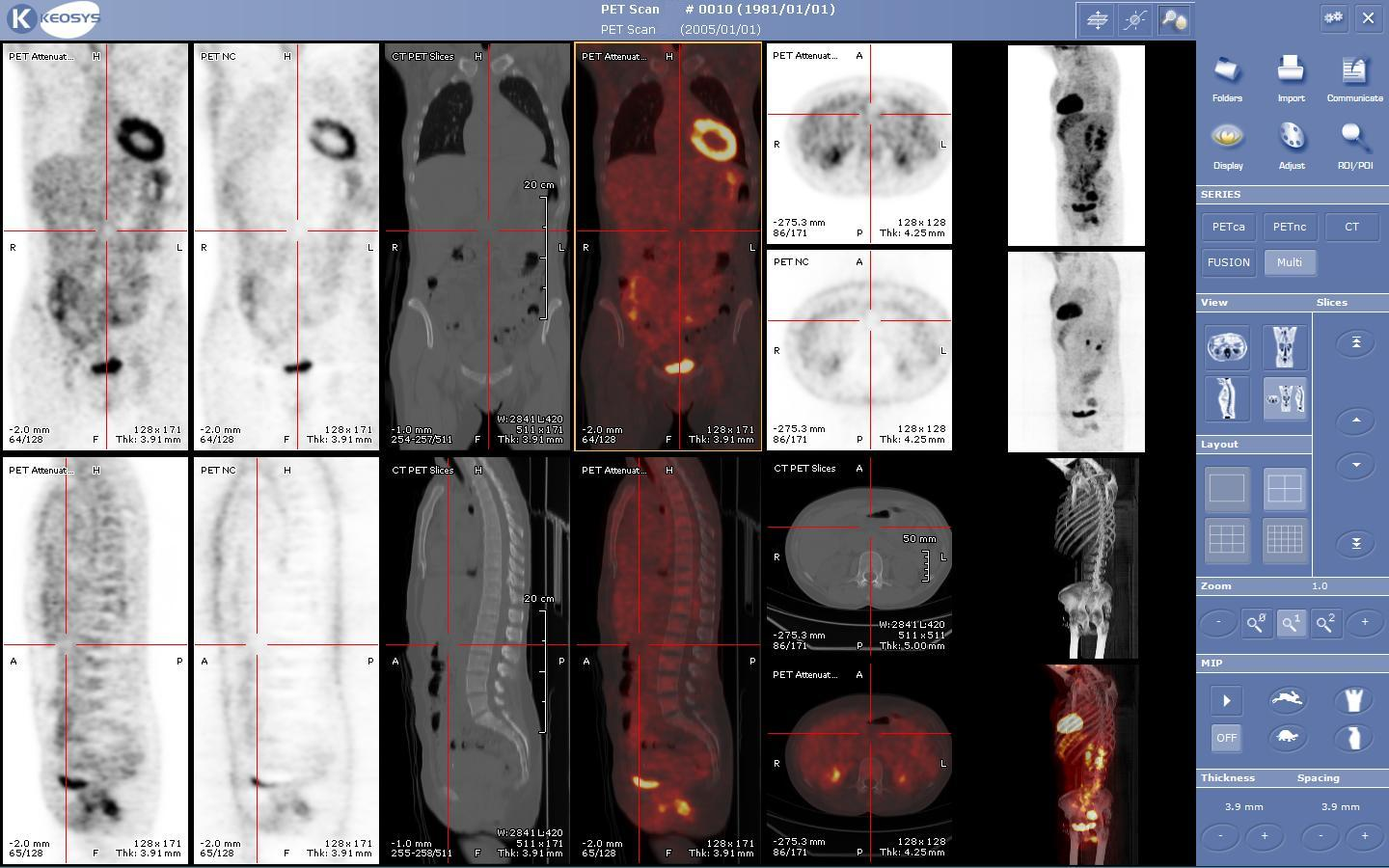
Una immagine di una PET visualizzata in un sistema PACS.

Picture archiving and communication system (lett. sistema di archiviazione e trasmissione di immagini; acronimo PACS) consiste in un sistema hardware e software dedicato all'archiviazione, trasmissione, visualizzazione e stampa delle immagini diagnostiche digitali.
Un sistema PACS è normalmente composto da una parte di archiviazione, utilizzata per gestire dati e immagini e una di visualizzazione, che presenta l'immagine diagnostica su speciali monitor ad altissima risoluzione, sui quali è possibile effettuare la diagnosi; i sistemi PACS più evoluti permettono anche l'elaborazione dell'immagine, come per esempio le ricostruzioni 3D (un sistema che non preveda la visualizzazione dovrebbe essere chiamato ImageManager).

Una parte fondamentale ma non visibile dall'utente finale si occupa del colloquio con gli altri attori del flusso radiologico, utilizzando di solito i relativi profili IHE (Integrating the Healthcare Enterprise) tramite lo standard HL7 (Health Level 7). In special modo, è fondamentale la sua integrazione con il sistema informatico radiologico o RIS (Radiology Information System), che rappresenta il software gestionale della radiologia.

## Galleria d'immagini
Le immagini sono ricevute e trasmesse nel formato definito da DICOM (Digital Imaging and Communications in Medicine), che permette di inglobare e trattare anche testo (per esempio i referti) e documenti di vario genere, tra cui i PDF; i visualizzatori collegati sono in genere in grado di mostrare immagini e referti, ma anche di riconoscere i tipi di immagine e comportarsi di conseguenza: p.es. applicando determinati filtri di contrasto o mostrandole in un modo predefinito. I sistemi PACS, in origine creati per gestire le immagini generate dalle TAC, i primi sistemi diagnostici nati in digitale, oggi sono in grado di trattare tutte le immagini radiologiche digitali e, tramite speciali digitalizzatori, anche quelle create da modalità analogiche. Da notare che le immagini ricevute non devono essere modificate in alcun modo, per poter sempre risalire all'originale trasmesso dalla modalità; l'eventuale elaborazione viene registrata in aggiunta alle altre immagini. Di solito è ammessa una compressione senza perdita di dati (lossless) per diminuire lo spazio occupato su disco. Proprio per garantire che ogni immagine immagazzinata nel PACS sia effettivamente quella generata dalla modalità durante l'esame, spesso il PACS spedisce tutti gli oggetti DICOM ad un sistema di archiviazione legale.

## Architettura
Recentemente, con l'evoluzione della tecnologia delle reti, sempre più sistemi PACS stanno passando ad un'architettura di tipo web, dove l'applicazione risiede su un server, permettendo un semplice accesso alle immagini con il solo utilizzo di un browser sul proprio computer, senza necessità di installazioni specifiche. Per la semplice distribuzione delle immagini (cioè per la loro consultazione, sia nei reparti che all'esterno dell'ospedale) il computer può essere un normale desktop, mentre per la diagnosi la stazione di lavoro dovrà avere sufficiente RAM per contenere tutte le immagini sotto esame e un'appropriata scheda grafica, in grado di pilotare i monitor diagnostici ad alta risoluzione (anche fino a 5 megapixel, per gli esami mammografici), oltre ad un processore potente, per la veloce manipolazione di immagini che possono raggiungere i 20 megabyte l'una.

In origine, le immagini venivano archiviate immediatamente su memoria di massa locale ad accesso veloce (on-line) e lì tenute per un tempo variabile fra 3 e 6 mesi; politiche automatiche del sistema le spostavano poi su DVD all'interno di un juke-box (gestore di media ottici), da dove potevano essere richiamate in automatico in caso di necessità senza intervento umano (near-line), ma con tempi di risposta notevolmente superiori; in seguito, i DVD venivano periodicamente tolti dal juke-box e, contrassegnati da un codice generato dal sistema, immagazzinati in armadi ignifughi (off-line): in caso di necessità, gli esami potevano essere immessi nuovamente nel sistema, ovviamente con intervento umano e tempi che non potevano essere minori di qualche ora.

Con la diminuzione dei costi delle memorie di massa, è diventata prassi mantenere tutte le immagini nella memoria ad accesso immediato (everything-on-line) cioè su hard disk; questo, assieme alle crescenti velocità delle reti, permette un tempo di accesso alle informazioni dell'ordine dei secondi per una singola immagine.

Come affermato in precedenza, un tipico sistema PACS è in grado di gestire solo oggetti DICOM; tali oggetti contengono al loro interno, oltre all'immagine, anche i dati relativi al paziente e all'esame a cui si riferiscono. Il sistema PACS registra questi dati quando riceve le immagini e li utilizza quando gli viene richiesta una lista di esami o pazienti, invece di accedere ogni volta agli oggetti DICOM; in questo modo, tutte le ricerche sono effettuate su un archivio testuale, ricorrendo a quello DICOM solo quando è necessario visualizzare o comunque spostare le immagini.

L'architettura della parte hardware viene progettata ad hoc per ogni situazione, in quanto può dipendere dal numero di ospedali coinvolti, dal loro carico di lavoro e dalle politiche di backup necessarie per mantenere la continuità del servizio. L'archivio DICOM on-line è di solito registrato su memorie di massa su sistemi SAN o NAS, spesso configurati in RAID o con architettura ridondante. Ogni disco può essere sostituito in caso di problemi senza interrompere il funzionamento del sistema.

## Funzionalità dell'archivio
Le procedure con cui vengono ricevute e trasmesse le immagini sono definite dallo standard DICOM; in generale, il passaggio avviene sempre tra due AETitle (Application Entity Title): tra la modalità diagnostica che genera le immagini e il PACS, tra il PACS e un archivio remoto o una stampante e così via.

Un esempio tipico di utilizzo è la procedura di Query/Retrieve, in cui un nodo DICOM remoto richiede una serie di informazioni, p.es. la lista degli esami di un determinato paziente; vengono passati, tramite un'associazione DICOM, i dati da ricercare (in questo caso l'identificativo del paziente) ed i campi che si vogliono avere come risultato (gli identificativi degli esami); il PACS filtra i propri dati e risponde con la lista richiesta. Da tale lista, il richiedente può decidere di voler vedere le immagini di un determinato esame tra quelli trovati: questa volta la transazione conterrà l'identificativo dell'esame scelto, mentre le informazioni di ritorno dovranno essere le immagini; il PACS riconosce il comando e metterà nella coda di spedizione gli effettivi oggetti DICOM. Tutto questo avviene in modo trasparente all'utente: è infatti compito dell'applicativo creare la corretta comunicazione DICOM, interpretando le scelte che l'utente effettua sull'interfaccia grafica.

Altre procedure importanti sono la Store (ricevimento delle immagini provenienti da una modalità), l'autorouting (inoltro automatico ad un altro nodo DICOM delle immagini ricevute), la print che permette di stampare su una stampante DICOM l'immagine assieme alle eventuali annotazioni aggiunte durante la refertazione.

## Copia di riserva
La potenza del PACS risiede anche nella possibilità di analisi storiche sull'andamento di una patologia, per cui è necessario assicurare che quanto archiviato sia sempre disponibile, anche in caso di problemi hardware o avvenimenti esterni (p.es. incendi). In più, oltre ai dati personali dei pazienti, nel PACS sono mantenuti anche dati sensibili relativi allo stato di salute: questi dati devono quindi essere protetti da perdite, o meglio: in caso di errori o di eventi distruttivi, deve essere possibile il loro recupero, oltre a garantire la continuità dell'utilizzo. La legislazione italiana (legge sulla privacy) richiede che in caso di problemi l'archivio debba essere recuperato entro un massimo di 7 giorni.

Quindi, una parte importante di un sistema PACS ha lo scopo di ridurre al minimo i rischi di perdita di dati; le politiche per la sicurezza dei dati sono molteplici, ma l'elemento comune è rappresentato dall'effettuare una seconda copia di tutti i dati ricevuti: via rete ad un altro server, ad un produttore di media ottici, su unità a nastro, ecc…; è importante che il sistema di recupero sia fisicamente in un'altra locazione, p.es. per non essere coinvolto nello stesso incendio. Queste procedure sono indicate con il termine inglese disaster recovery.

## Integrazioni
Il PACS deve essere integrato con tutti gli altri attori informatici, per poter trarre il massimo vantaggio dall'informatizzazione. Per far questo utilizza sia lo standard DICOM che il linguaggio HL7 come previsto da IHE. Nel normale flusso di lavoro della radiologia, le interazioni in cui è coinvolto il PACS sono (secondo il profilo Scheduled Workflow - SWF di IHE):
- Prenotazione: nel caso il sistema PACS non abbia una completa architettura web, il RIS comunica al PACS via HL7 la lista degli esami previsti e nella notte precedente il PACS spedisce alla stazione di visualizzazione gli esami precedenti del paziente (prefetch), in modo che siano a disposizione del medico radiologo al momento dell'esame. Per un sistema web nativo, questa fase non è necessaria, in quanto tutti gli esami sono sempre disponibili via web;
- Accettazione: riceve l'avviso dal RIS via HL7 che il paziente è giunto in radiologia e si predispone per ricevere le immagini, p.es. creando il paziente se non già esistente nell'archivio (alcuni PACS non necessitano di questo passaggio, in quanto possono creare il paziente all'arrivo delle immagini, utilizzando i dati all'interno delle immagini stesse);
- Esecuzione: la modalità diagnostica spedisce le immagini dell'esame al PACS; se sono più di una, sono organizzate in serie. I dati del paziente e dell'esame da eseguire sono comunicati dal RIS alla modalità (DICOM Modality Worklist) prima dell'esame;
- Refertazione: il medico radiologo accede alla propria lista di lavoro dal RIS, che richiede al PACS di aprire le immagini necessarie sui monitor di refertazione; se necessario, il medico può vedere immagini degli esami precedenti dello stesso paziente. Il referto viene scritto sul RIS, che si occupa di passarlo al PACS: questa comunicazione può essere fatta tramite un file DICOM (SR - Structured Report), oppure tramite un messaggio HL7. Il PACS può gestire sia il referto in formato testo che documenti firmati digitalmente.

Esistono almeno due tipi di codici identificativi univoci che attraversano l'intero flusso, riconosciuti anche dal PACS: l'identificazione del paziente e quella dell'episodio (studio); i codici corrispondenti (PatientID e StudyID) vengono usati ogni volta che è necessaria una comunicazione con un altro attore.

Esistono poi altri messaggi utilizzati dal PACS per comunicazioni al di fuori del flusso di lavoro, tra cui i più importanti sono quelli relativi all'anagrafica del paziente (messaggi ADT), scambiati quando tali dati vengono variati o creati. Un esempio importante (descritto nel profilo IHE Patient Information Reconciliation - PIR) è l'aggiornamento di un paziente che all'arrivo in ospedale non è in grado di comunicare le proprie generalità: l'esame verrà comunque eseguito utilizzando un nome fittizio, che verrà corretto in seguito su un unico attore e propagato a tutti gli altri, tra cui il PACS, che riceverà comunicazione tramite il RIS.

Secondo la visione IHE, il PACS non ha necessità di integrarsi direttamente con il software di riferimento ospedaliero HIS, ma solamente attraverso il RIS

## Visualizzatori diagnostici
Di solito i produttori prevedono che il proprio PACS funzioni al meglio utilizzando il visualizzatore incluso nel prodotto. Tuttavia, un qualunque visualizzatore DICOM è in grado di colloquiare con un PACS; a questo scopo esistono prodotti commerciali per usi specifici, come la ricostruzione 3D, traumatologia oppure sistemi di Diagnosi automatizzata (Computer Aided Detection). Per ridurre i tempi di attesa dovuti al trasferimento delle immagini alla stazione di lavoro, spesso il visualizzatore e l'archivio agiscono in modo da presentare la prima immagine in tempi brevissimi (qualche secondo), mentre le successive immagini vengono caricate in "background", dando una sensazione di immediatezza al medico in attesa.

Esistono notevoli esempi anche tra i prodotti gratuiti e Open Source; tra questi da ricordare: OsiriX, ImageJ, MicroDicom, 3D Slicer, Drishti, Orthanc (server).

## Dispositivo medico
Secondo la definizione della Direttiva CEE 93/42 sui dispositivi medici, recepita in Italia con il decreto legislativo n.46/1997, i sistemi PACS sono dispositivi medici, in quanto utilizzati per effettuare diagnosi. La loro effettiva classificazione è stata spesso in discussione, dipendendo anche da scelte del produttore. A partire dal 2008, una pubblicazione della Comunità Europea (riportata nella bibliografia in basso) ha chiarito la classificazione del PACS a seconda del suo utilizzo e delle funzionalità messe a disposizione:
- Classe I: funzione di solo archivio (ricerca, ricezione e spedizione) di immagini diagnostiche;
- Classe I con funzioni di misura: archivio con visualizzatore che permette misure (p.es. per progettazione di protesi);
- Classe IIa: PACS con visualizzatore utilizzabile per diagnosi (è la stessa classe a cui appartengono le pellicole radiografiche);
- Classe IIb: PACS con visualizzatore utilizzato per diagnosi, i cui risultati vengono utilizzati per una gestione delle modalità diagnostiche a raggi x.

Esclusa la prima voce, che è sotto la responsabilità del fabbricante, le altre richiedono per l'apposizione della marcatura CE la certificazione da parte di un organismo notificato. È stata perciò riconosciuta l'importanza del PACS nella diagnosi e cura delle patologie mediche. Da notare che non vi sono distinzioni nell'uso a seconda degli esami.

Negli stati che seguono la legislazione medicale FDA degli Stati Uniti, il PACS è inserito in Classe 2, richiedendo il procedimento 510(k); una legislazione aggiuntiva è necessaria per gli esami mammografici.

## Prodotti commerciali
Storicamente, i PACS, con funzionalità ridotte rispetto alle attuali, erano forniti assieme alle prime modalità digitali dai loro produttori, con il solo scopo di archiviare le immagini così prodotte. In seguito, molte aziende di pellicole radiografiche hanno cambiato la loro focalizzazione, passando ai prodotti software. Su questo mercato si trovano quindi le maggiori aziende costruttrici di modalità diagnostiche, le aziende provenienti dalle pellicole radiografiche e alcune ditte specializzate nella produzione di software medicali. Data l'alta specializzazione richiesta, vi è poco spazio per le piccole aziende a produzione locale, come invece può succedere di trovare per il RIS.